# Joaquin Phoenix
Joaquin Phoenix (Leaf Phoenix als crèdits en algunes pel·lícules) (San Juan, Puerto Rico, 28 d'octubre de 1974) és un actor, productor, activista pels drets dels animals i ambientalista estatunidenc.

## Biografia
Joaquin Phoenix va néixer en una família d'actors. El seu pare és de Califòrnia, mentre que la seva mare va néixer en el Bronx de pares jueus vinguts de Rússia i d'Hongria. Els pares de Joaquin formaven part de la secta dels Nens de Déu, i canviaven de casa freqüentment. Ha viscut a Oregon, a Mèxic, a Amèrica Central i a Florida. Té tres germanes (Rain, Liberty i Summer); el seu germà gran, l'actor River Phoenix, va morir el 1993 d'una sobredosi.

## Carrera
De nen, Joaquin Phoenix fa el seu inici com a actor a la televisió, de vegades amb la seva germana Liberty, a sèries com S'ha escrit un crim (Murder, She Wrote) i Seven Brides for Seven Brothers i al costat del seu germà River al telefilm  Backwards: The Riddle of Dyslexia que li val un premi Young Artist. Als deu anys, té el seu primer paper en el cinema a SpaceCamp després treballa a Russkies un any més tard, amb la seva germana Summer i Carol King. Hom el recorda com el jove fill de Dianne Wiest a Parenthood.
El 1995, destaca per a la seva interpretació de Jimmy amb Nicole Kidman en la comèdia negra de Gus Van Sant, To Die For. És aquesta última pel·lícula que marca el verdader començament de la seva carrera i li permet interpretar papers més adults. El 1996, comparteix amb Liv Tyler i Billy Crudup el protagonisme de Inventing the Abbotts i l'any següent, encarna el molt gelós Toby N. Tucker, amic de Claire Danes a U Turn. Després ha estat company de Vince Vaughn i Anne Heche per a Retorn al paradís, i amb Vince Vaughn, aquesta vegada en companyia de Janeane Garofalo, a Clay Pigeons. També a Assassinat en 8 mil·límetres amb Nicolas Cage.

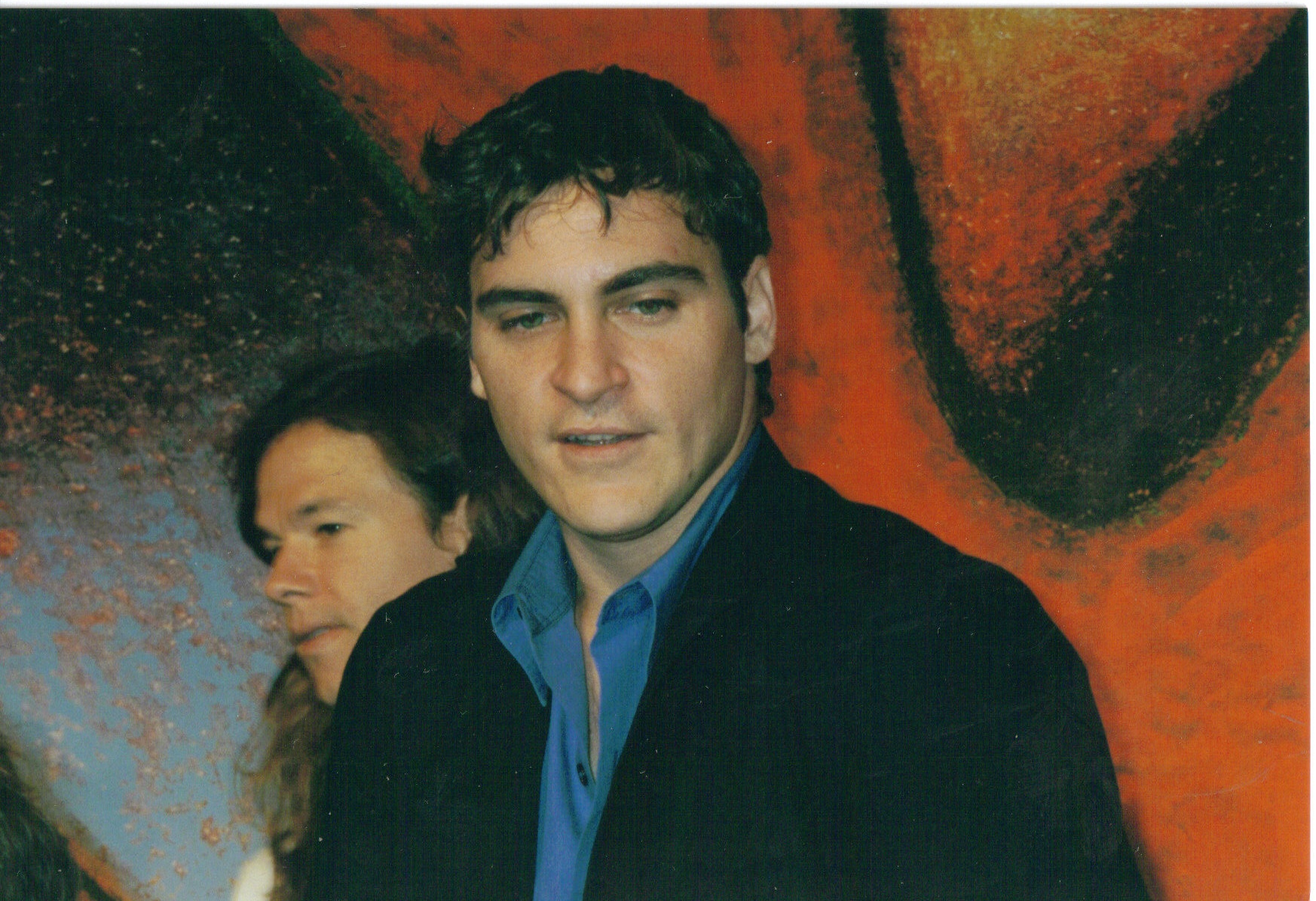
Joaquin Phoenix, al Festival de Canes 2000.

El 2000, ha estat reconegut per a les seves prestacions a tres pel·lícules. Ha rodat amb Russell Crowe a Gladiator sota la direcció de Ridley Scott. La seva interpretació de l'emperador Còmode li ha suposat una nominació per l'Oscar al millor actor secundari i els Premis del National Board of Review, de la Broadcast Film Critics, i el Blockbuster Entertainment. Ha estat igualment reconegut per L'altra cara del crim amb Mark Wahlberg, Charlize Theron i James Caan, i peal seu paper amb Kate Winslet i Geoffrey Rush a Quills adaptació de l'obra llorejada amb un premi Obie de Douglas Wright posant en escena el marquès de Sade.
Ha treballat a la comèdia negra Buffalo Soldiers escrita i realitzada per Gregor Jordan, segons la novel·la de Robert O'Connor. Hi tenia per companys Ed Harris i Anna Paquin.
El 2002, roda Signs sota la direcció de M. Night Shyamalan, amb Mel Gibson. L'any següent, actua a It's all about love de Thomas Vinterberg, amb Claire Danes, i posa la seva veu a Kinaï en la versió original de la pel·lícula d'animació Germà ós i després amb Shyamalan per encarnar un dels personatges de The Village.
Joaquin Phoenix ha actuat últimament a Ladder 49 de Jay Russell, al costat de John Travolta i Hotel Rwanda de Terry George, al costat de Don Cheadle i Nick Nolte.
El 2005, interpreta brillantment Johnny Cash a la pel·lícula Walk the Line realitzat per James Mangold, per al qual obté un Globus d'Or i una nominació a l'Oscar al millor actor. Interpreta ell mateix les cançons de la pel·lícula (com a Reese Witherspoon, la seva companya a l'obra, que interpreta June Carter) i ha après a tocar la guitarra.
Retrova llavors el realitzador de L'altra cara del crim, James Gray, amb el qual roda  We Own the Night el 2007, després Two Lovers el 2008, tots dos presentats en competició oficial al Festival de Canes..
El 28 d'octubre de 2008 anuncia, en l'emissió televisada "Extra", que desitja d'ara endavant dedicar-se completament a la música. Decideix per tant posar final a la seva carrera en el cinema.
Segons el lloc d'internet The Hollywood Reporter, Joaquin Phoenix comença d'ara endavant una carrera de rapper. El seu primer àlbum seria produït per Sean Combs (Puff Daddy), tanmateix semblaria que aquest assumpte sigui una broma o un llançament per a un verdader-fals documental, anomenat "I'm Still Here", filmat pel seu cunyat Casey Affleck.

## Filmografia
| Any  | Títol                                  | Personatge                           | Notes |
| ---- | -------------------------------------- | ------------------------------------ | --- |
| 1984 | Backwards: The Riddle of Dyslexia      | Robby Ellsworth                      | |
| 1986 | SpaceCamp                              | Max                                  | Com Leaf Phoenix |
| 1987 | Russkies                               | Danny                                | Com Leaf Phoenix |
| 1989 | Parenthood                             | Garry Buckman-Lampkin                | |
| 1995 | To Die For                             | Jimmy Emmett                         | |
| 1997 | U Turn                                 | Toby N. Tucker també conegut com TNT | |
| 1997 | Inventing the Abbotts                  | Doug Holt                            | |
| 1998 | Assassinat en 8 mil·límetres (8mm)     | Max California                       | |
| 1998 | Clay Pigeons                           | Clay Bidwell                         | |
| 1998 | Retorn al paradís (Return to Paradise) | Lewis McBride                        | |
| 2000 | L'altra cara del crim (The Yards)      | Willie Gutierrez                     | |
| 2000 | Quills                                 | L'abat de Coulmier                   | |
| 2000 | Gladiator                              | Còmmode                              | Nominació − Oscar al millor actor secundari Nominació − BAFTA al millor actor secundari Nominació − Globus d'Or al millor actor secundari                             |
| 2001 | Buffalo Soldiers                       | Ray Elwood                           | |
| 2002 | Signs                                  | Merrill Hess                         | |
| 2003 | Germà ós (Brother Bear)                | Kenai                                | Veu |
| 2003 | It's All About Love                    | John                                 | |
| 2004 | Ladder 49                              | Jack Morrison                        | |
| 2004 | The Village                            | Lucius Hunt                          | |
| 2004 | Hotel Rwanda                           | Jack Daglish                         | |
| 2005 | A la corda fluixa (Walk the Line)      | Johnny Cash                          | Globus d'Or al millor actor musical o còmic Grammy per la millor àlbum musical Nominació − Oscar al millor actor Nominació − BAFTA al millor actor                    |
| 2006 | Earthlings                             | narrador                             | |
| 2007 | We Own the Night                       | Bobby Green                          | |
| 2007 | Reservation Road                       | Ethan Learner                        | |
| 2009 | Two Lovers                             | Leonard                              | |
| 2012 | Big Shoe                               |                                      | |
| 2012 | The Master                             | Freddie Quell                        | Copa Volpi per la millor interpretació masculina Nominació − Oscar al millor actor Nominació − Globus d'Or al millor actor dramàtic Nominació − BAFTA al millor actor |
| 2013 | Her                                    | Theodore Twombly                     | Nominació − Globus d'Or al millor actor musical o còmic |
| 2014 | Inherent Vice                          | Doc Sportello                        | |
| 2015 | Irrational Man                         | Abe Lucas                            | |
| 2017 | You Were Never Really Here             | Joe                                  | |
| 2018 | Don't Worry, He Won't Get Far on Foot  | John Callahan                        | |
| 2018 | Maria Magdalena                        | Jesús de Natzaret                    | |
| 2018 | The Sisters Brothers                   | Charlie Sisters                      | |
| 2019 | Joker                                  | Arthur Fleck / Joker                 | Oscar al millor actor |
| 2021 | C'mon C'mon                            | Johnny                               | |
| 2023 | Beau Is Afraid                         | Beau Wassermann                      | |

## Guardons i nominacions
| Any  | Premi | Categoria    | Obra  | Resultat  | Ref   |
| ---- | ----- | ------------ | ----- | --------- | ----- |
| 2020 | Oscar | Millor actor | Joker | Guanyador | [ 4 ] |

## Compromís
Joaquin Phoenix es va fer vegà quan tenia 3 anys, juntament amb els seus germans, quan van veure com mataven violentament uns peixos. Phoenix no consumeix i no es vesteix amb cap producte d'origen animal. És també el portaveu de l'associació People for the Ethical Treatment of Animals.
Ha posat per a un cartell lluitant contra les pells i ha interpretat recentment un spot publicitari d'aquesta associació on demana a la gent que no mengi gall dindi el dia d'acció de gràcies, com marca la tradició.
Ha assegurat igualment la narració d'Earthlings, un documental antiespecista.
L'actor, activista contra del canvi climàtic, va comprometre's a vestir el mateix esmòquing que duia a la cerimònia del Globus d'Or de gener de 2020 durant tota la temporada de premis per motius de sostenibilitat. L'esmòquing estava dissenyat per Stella McCartney, que va ser qui va fer pública la intenció de Phoenix en un tuit, i en la cerimònia dels Oscar, el mes següent, va tornar a dur-lo.
En el discurs de recollida de l'Oscar al millor actor l'any 2020 pel seu paper a la pel·lícula Joker va fer un discurs ambientalista i animalista en el qual va parlar de la lluita per la igualtat de gènere, contra el racisme, i dels de drets LGTBI i dels indígenes. Va tancar el discurs amb un record pel seu germà River, que va morir el 1993: "Quan tenia 17 anys, el meu germà va escriure aquesta cançó: corre cap a la salvació amb amor i la pau et seguirà".